# Криса Любомир Степанович

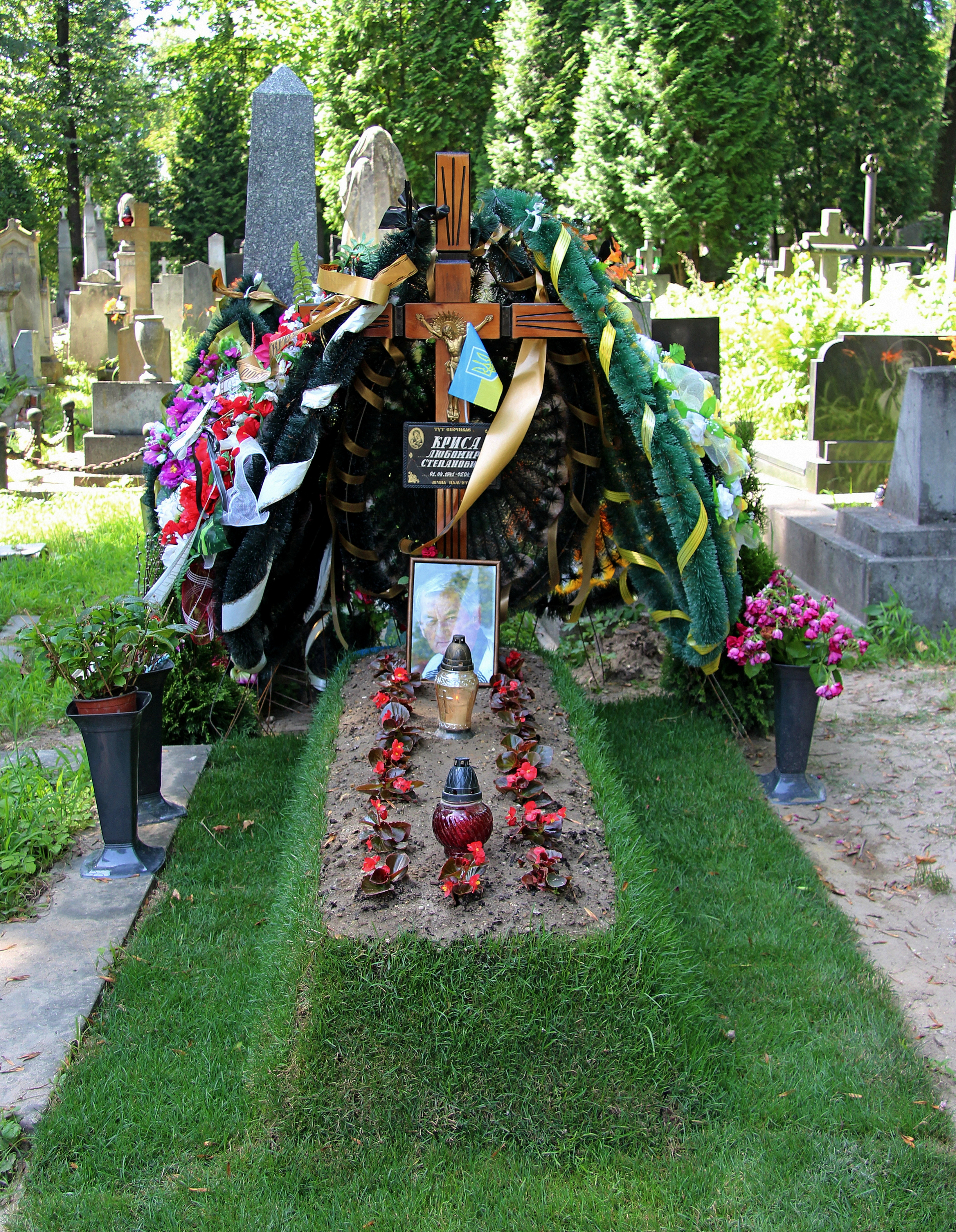
Могила Любомира Криси на 13 полі Личаківського цвинтаря.

Любомир Степанович Криса (1 квітня 1941, Сянік — 5 квітня 2019, Львів) — український фотохудожник лемківського походження. Заслужений працівник культури України (2010). Чоловік Галини Івасюк-Криси, молодшої сестри композитора та поета  Володимира Івасюка.

## Життєпис
Народився 1 квітня 1941 року в польському місті Сянік. 
У 1946 році його разом із родиною було переселено у Львівську область.
Після закінчення навчання в середній школі з 1961 по 1964 роки проходив службу в армії. Закінчив факультет графіки Українського поліграфічного інституту. Працював у різних установах Львова.
У 1990 році сфотографував збори, на яких була проголошена перша українська партія «Державна самостійність України». Того ж року зафіксував на камеру скидання пам'ятника Леніну в центрі Львова.
В особистому архіві Любомира Криси є рідкісні світлини Володимира Івасюка, який був його шурином.
Помер у Львові 5 квітня 2019 року, через чотири дні після свого 78-го дня народження. Був похований 8 квітня на 13 полі Личаківського цвинтаря.

## Доробок
Автор художніх фотоальбомів:
- «Візит благодаті» (2001, співавтор)[8],
- «Личаківський некрополь» (2006, співавтор)[9],
- «Проходи по Личакову»,
- «Храми Львова»,
- «Відлуння твоїх кроків»[10],
- «Вернись із спогадів...» (2008)[11]
- «Наш Івасюк»,
- «Так було...».

Персональні виставки в Чернівцях (2016) та Львові (2020).

## Нагороди
- заслужений працівник культури України (8 лютого 2010) — за вагомий особистий внесок у соціально-економічний та культурний розвиток України, високий професіоналізм та багаторічну сумлінну працю[13].